# Kyrkösjärven tekojärvi
Kyrkösjärven tekojärvi är en sjö i kommunen Seinäjoki i landskapet Södra Österbotten i Finland. Sjön ligger 81,3 meter över havet. Arean är 5,91 kvadratkilometer och strandlinjen är 22,79 kilometer lång. Sjön  ingår i Kyro älvs huvudavrinningsområde.   Den ligger nära Seinäjoki och omkring 300 kilometer norr om Helsingfors. 